# Santo Stefano al Ponte
A Chiesa di Santo Stefano al Ponte (a Hídnál lévő Szent István vértanúnak szentelt templom) egy templom Firenzében, Olaszországban. 1233-ban kezdték el építeni, még román stílusban. Homlokzatának fehér és zöld színű márványburkolata őrzi ezt a stílust. A belsejét a 17. században barokk stílusban építették át, Pietro Tacca tervei alapján. Belül a 3. bal oldali kápolna oltárán egy bronz relief látható szintén Taccától, valamint egy 1574-ból származó lépcsőzet, ami a magasabban elhelyezett presbitériumhoz vezet, és különös perspektivikus illúzió hatását kelti.
A második világháború alatt, 1944-ben a német csapatok felrobbantották a Ponte Vecchio körüli házakat. A robbanásban a templom is megsérült, a károkat a háború után kijavították. A templom főként arról ismert, hogy 1373-ban itt tartott nyilvános magyarázatokat Boccaccio Dante Isteni színjátékáról. Ma hangversenyeket is tartanak benne.